# Provincia di Settat
La provincia di Settat è una delle province del Marocco, parte della Regione di Casablanca-Settat.
È situata nella zona della Chaouia.
Nel 2009 una parte del suo territorio è stato scisso ed è entrato a far parte della nuova provincia di Berrechid.

## Geografia antropica

### Suddivisioni amministrative
La provincia di Settat, prima della scissione, contava 8 municipalità e 61 comuni:
- Berrechid
- El Borouj
- El Gara
- Loulad
- Oulad Abbou
- Oulad M'Rah
- Settat

#### Comuni
- Ain Blal
- Ain Dorbane
- Ain Nzagh
- Ben Ahmed
- Ben Maachou
- Bni Khloug
- Bni Yagrine
- Bouguargouh
- Dar Chaffai
- Deroua
- Foqra Oulad Aameur
- Gdana
- Guisser
- Jaqma
- Kasbat Ben Mchich
- Khemisset Chaouia
- Laghnimyine

- Lahlaf M'Zab
- Lahouaza
- Lahsasna
- Lakhiaita
- Lakhzazra
- Lambarkiyine
- Laqraqra
- Machraa Ben Abbou
- Meskoura
- M'Garto
- Mniaa
- Mrizigue
- Mzoura
- N'Khila
- Oued Naanaa

- Oulad Aafif
- Oulad Amer
- Oulad Bouali Nouaja
- Oulad Chbana
- Oulad Fares
- Oulad Fares El Halla
- Oulad Freiha
- Oulad M'Hamed
- Oulad Said
- Oulad Sghir
- Ouled Cebbah
- Ouled Zidane
- Ras El Ain Chaouia
- Riah
- Rima

- Sahel Oulad H'Riz
- Sgamna
- Sidi Abdelkhaleq
- Sidi Abdelkrim
- Sidi Ahmed El Khadir
- Sidi Boumehdi
- Sidi Dahbi
- Sidi El Aidi
- Sidi Hajjaj
- Sidi Mohammed Ben Rahal
- Sidi Rahal Chatai
- Soualem
- Tamadroust
- Toualet
- Zaouiat Sidi Ben Hamdoun